# 船岡車站 (宮城縣)
船岡車站（日语：／ Funaoka eki */?）是一由東日本旅客鐵道（JR東日本）所經營的鐵路車站，位於日本宮城縣柴田郡柴田町船岡中央1丁目，是東北本線沿線的車站之一，在管轄上則屬於仙台分社的業務範圍，但票務上是委託JR東日本的子公司東北綜合服務（東北総合サービス）代行。2002年時，船岡車站以「以伊達騷動的核心人物原田甲斐的居城、船岡城為模型所設計的車站」（伊達騒動の中心的存在であった原田甲斐の居城、船岡城を模して建設された駅）之評語，入選東北車站百選。

## 車站結構
側式月台2面2線的地面車站。

### 月台配置
| 月台 | 路線      | 方向 | 目的地         |
| ---- | --------- | ---- | -------------- |
| 1    | ■東北本線 | 上行 | 白石、福島方向 |
| 2    | ■東北本線 | 下行 | 仙台方向       |

## 相鄰車站
東日本旅客鐵道
■東北本線
□快速「仙台城市快速」、■普通
大河原－船岡－槻木

## 外部連結
- （日語）船岡車站（JR東日本） （页面存档备份，存于）